# Franziska Tausig
Franziska Tausig (* 9. Mai 1895  in Temeswar; † 1. Jänner 1989 in Wien) war eine ungarisch-österreichische Köchin und Autorin.

## Leben
Sie war mit dem ungarischen Rechtsanwalt Aladar Tausig im ungarischen Teil Siebenbürgens verheiratet und Mutter des am 13. Februar 1922 in Wien geborenen österreichischen Schauspielers und Regisseurs Otto Tausig.
1938 fasste sie den Entschluss, ihren damals 16-jährigen Sohn durch ein Inserat in der Londoner Times als Arbeiter nach England zu schicken, wodurch sie ihn vor der absehbaren Judenverfolgung nach dem Anschluss Österreichs retten konnte.
Etwas später gelang es Franziska Tausig zufällig, für sich und ihren Mann in Wien zwei Karten für die Usaramo zu bekommen. Die Usaramo war ein von Deutschen zunächst für den Waffenhandel nach Spanien gechartertes Schiff, das zum Verschrotten nach Japan gebracht wurde und auf dem Weg dorthin Juden für viel Geld im noch aufnahmebereiten Shanghai absetzte. So konnte sie gemeinsam mit ihrem TB-kranken Mann nach Shanghai emigrieren, wo dieser starb. Erst 1948 traf sie ihren Sohn Otto in Wien wieder.
Franziska Tausigs Eltern wurden in der NS-Zeit nach Theresienstadt deportiert und später in Treblinka vergast. Ihr Vater war Besitzer eines Holzplatzes, der „arisiert“ wurde. Als Entschädigung bekam er 60.000 Reichsmark, die auf ein Sperrmark-Konto überwiesen wurden, über das er nicht verfügen konnte. Als sich Franziska Tausig nach ihrer Rückkehr über dieses Konto informierte, wurde ihr mitgeteilt, dass dieses Geld für Judenumsiedlungen an die Gestapo überwiesen worden war. Zusätzlich wurden von der Bank 35 Schilling (2,54 Euro) für die Kosten der Nachforschungen verlangt.
Erst ihrem Sohn Otto gelang es vor einigen Jahren, die Bank davon zu überzeugen, dass sie den Betrag an die heutigen Verhältnisse anpasst und das Geld Menschen zur Verfügung stellt, die heute in einer ähnlichen Situation sind. Schließlich hat man sich auf die Summe von 400.000 Schilling (29.069 Euro) geeinigt, der in Erinnerung an die Großmutter für das diakonische Laura Gatner Haus für unbegleitete minderjährige Flüchtlinge in Hirtenberg, Niederösterreich, verwendet wurde.
1987 veröffentlichte sie ihre Erinnerungen Shanghai Passage. Flucht und Exil einer Wienerin. In diesem Buch beschreibt sie die verzweifelten Versuche 1938 aus dem Österreich des Nationalsozialismus auszureisen und den damit verbundenen Kampf ums Überleben.
Im Jahr 2013 wurde in Wien-Wieden (4. Bezirk) der Tausigplatz nach ihr und ihrem Sohn Otto Tausig benannt.

## Werke
- Shanghai-Passage. Flucht und Exil einer Wienerin. Biographische Texte zur Kultur- und Zeitgeschichte, Band 5, ZDB-ID 1069480-8. Verlag für Gesellschaftskritik, Wien 1987, ISBN 3-900351-65-1.
  - Shanghai Passage. Emigration ins Ghetto. 2., überarbeitete und erweiterte Auflage. Nachwort von Otto Tausig; Vorwort von Helmut Opletal. Milena, Wien 2007, ISBN 3-85286-144-6.